# Bogdanuša
La bogdanuša es una variedad de uva blanca que crece en la isla de Hvar, Croacia. Se originó en la llanura de Stari Grad de dicha isla.
Los vinos de esta uva suelen ser secos y suelen tener un color amarollo verdoso, así como un 12% de alcohol.
 Las bodegas Dalmacijavino y Plančić Winery producen vinos premium con esta variedad.
Una leyenda dice que este vino era bebido en las festividades religiosas, y que esa es la razón por la que se llama bogdanuša (que significa "dado por Dios").

## Sinónimos
También es conocida con los sinónimos de bogdanoucha, bogdanuša bijela, bogdanuša mala, bogdanuša vela, bogdanuša vela mladinka, bojadanuša, bojdanuša, mladeinka, vrbanjka y vrbanjska.